# PGC 2655758
LEDA/PGC 2655758 ist eine Irreguläre Galaxie vom Hubble-Typ dI im Sternbild Drache am Nordsternhimmel. Sie ist schätzungsweise 130 Millionen Lichtjahre von der Milchstraße entfernt und hat einen Durchmesser von etwa 25.000 Lichtjahren. Vom Sonnensystem aus entfernt sich das Objekt mit einer errechneten Radialgeschwindigkeit von näherungsweise 2.800 Kilometern pro Sekunde.
Im selben Himmelsareal befinden sich unter anderem die Galaxien NGC 4205, NGC 4238, PGC 2653001, PGC 2658853.